# شاموتووی
شاموتووی (به لاتین: Szamotuły؛ تلفظ لهستانی: [ʂamɔˈtuwɨ]) یک شهر در لهستان است که در گمینا شاموتووه واقع شده‌است.
شاموتووی ۱۰٫۱۱ کیلومتر مربع مساحت و ۱۹٬۰۹۰ نفر جمعیت دارد و ۱۱۵ متر بالاتر از سطح دریا واقع شده‌است.

## خواهرخوانده
شهرهای برینیول، تیئلت، گروس-گراو و برونک خواهرخوانده‌های شاموتووی هستند.